# Carl Ramsauer
Carl Ramsauer (Oldemburgo, 6 de fevereiro de 1879 — Berlim, 24 de dezembro de 1955) foi um físico alemão.
Em 1920 descobriu o efeito Ramsauer-Townsend, o primeiro indício experimental da natureza ondulatória do elétron.

## Obras
- Carl Ramsauer Physik, Technik, Pädagogik (Braun, 1949)
- Carl Ramsauer Grundversuche der Physik in historischer Darstellung. Bd. 1. Von den Fallgesetzen bis zu den elektrischen Wellen (Springer, 1953)
- Carl Ramsauer, Rudolf Kollath e Ernst Brüche Wirkungsquerschnitt der Edelgase gegenüber langsamen Elektronen (Geest & Portig, 1954)
- Theodor Pöschl, Carl Ramsauer e Ernst Brüche Die Physik in Einzelberichten. H. 1. Mechanik (J. A. Barth, 1956)
- Heinz Thiede, Carl Ramsauer e Ernst Brüche Die Physik in Einzelberichten. H. 2. Praktische Akustik (J. A. Barth, 1957)
- Helmut Moser, Carl Ramsauer e Ernst Brüche Die Physik in Einzelberichten. H. 3. Wärmelehre 1. Mit Beitr. (J. A. Barth, 1957)